# Lepidonotus hermenioides
Lepidonotus hermenioides är en ringmaskart som beskrevs av Amoureux 1974. Lepidonotus hermenioides ingår i släktet Lepidonotus och familjen Polynoidae. Inga underarter finns listade i Catalogue of Life.